# شركة كوريل
شركة كوريل هو صانع للبرمجيات ;مقرها في أوتاوا، أونتاريو، كندا.
الشركة أسسها مايكل كوو بلاند Michael Cowpland في 1985، وأسست في الأول لتكون مختبرا أبحاث. (جاءت تسمة كوريل من اسم صاحب الشركة الدكتور مايكل كوو بلاند والذي يعني كووبلاند للأبحاث COwpland REsearch). سجلت الشركة نجاحا منذ تأسيسها في في أوائل 1990 أناء الطفرة الكبرى للتكنولوجيا بالمنتج كوريل دراو CorelDraw، لتصبح أكبر شركة برمجيات في كندا.
في تشرين الأول / أكتوبر 2000، أعلنت كوريل تشكيل ما اسمته ب«التحالف الاستراتيجي» مع شركة مايكروسوفت وحيث ستستثمر مايكروسوفت 135 مليون دولارا في كوريل.
في عام 2003، لتستحوذ عليها فيكتور كابيتال Vector Capital.
في خريف عام 2004، الشركة تشتري جاسك سوفتوير Jasc Software
في نيسان / أبريل 2006، فيكتور كابيتال تتخلى عن الأخيرة في إطار إصدارات للأسهم، والذي يقيم الشركة في حدود 62 مليون دولار كندي.
يوم 2 مايو 2006، أعلنت كوريل شراء صانع وينزيب WinZip.

## منتجات كوريل
- كوريل دراو CorelDraw—وضع برنامج للرسم الشعاعي، ويعد المنتوج الأكثر مبيعا الشركة، على الرغم من خسارته حصته من السوق ل أدوبي إليستراتور. Adobe Illustrator وهو الذي يعتبر المتتالية الرئيسية لديهم. للمزيد من الاطلاع اذهب للرابط ادناه رابط نسخة الويندوز**** https://www.coreldraw.com/en/product/coreldraw/?topNav=en رابط نسخة الماكنتوش**** https://www.coreldraw.com/en/product/coreldraw/mac/?topNav=en
- كوريل فوتو بانت Corel Photo-Paint—البرامج الرسم بمساعدة الحاسوب بالبيتمايب bitmap يشبه أدوبي فوتوشوب.
- كوريل كليك اند كريت Corel Click & Create—برنامج لإنشاء الوسائط المتعددة صدر في عام 1996، وهو مأخوذ من انقر والعب Klick and play، وسليل ميلتيميديا فيوجن يشبه ماكروميديا فلاش
- كوريل ديزاينر Corel Designer– كان في الأول لتصميم الميكروغرافيكس Micrografx، وبرنامج للمحترفين للرسومات، كوريل ديزاينرCorel DESIGNER® برنامج متجهي مدمج فيه جميع ادوات برنامج CorelDRAW® وهو منافس قوي ومتفوق على برنامج Adobe Illustrator وبصورة مطلقة. للمزيد من الاطلاع اذهب للرابط ادناه: https://www.coreldraw.com/en/product/technical-suite/?topNav=en#whats-included
- كوريل دريم Corel Dream-- برنامج للتشكيل ثلاثي الابعاد موجود في التتاليات كوريل دراو 7 و8، ولكن تخلي عنه بعد ذلك.
- كوريل ريف -Corel R.A.V.E- برنامج للتحريك الشعاعي المعد لإنشاء الرسوم المتحركة بالفلاش.
- كوريل فنتورا Corel Ventura—برنامج لإعادة النشر المكتبي 2002 تم دمج هذا البرنامج في برنامجي CorelDRAW® و برنامج Corel DESIGNER®.
- وورد برفكت -- معالج للنصوص.
- كوريل نوك أوت—Corel KnockOut
- إيكس ميتال—XMetaL
- كوريل لينكس -- دبيان القائم على لينكس. شفرة المصدر تم بيعها إلى كزاندروس Xandros في عام 2001.
- كوريل بينتر—برامج محاكاة بطرق مختلفة للرسم، ومصمم خصيصا للاستخدام مع لوحة الرسم.
- بريس—برامج لصنع المناظر الطبيعية ثلثية الأبعاد الي بيع لمنتجات ديازDAZ>>> في عام 2004.
- كوريل بينت شوب برو—Corel Paint Shop Pro برنامج لتتنسيق الصور.
- كوريل كزارا—Corel Xara برنامج لصنع الرسم الشعاعي، مع إمكانية إدارة مكافحة التعرج والشفافية.
- كوريل فيديو ستوديو- Corel VideoStudio Pro X4 برنامج لصنغ الفيديو
- كوريل كاد CorelCAD برنامج متجهي هندسي مشابه جدا للبرنامج الشهير AutoCAD، للمزيد من الاطلاع على هذا البرنامج اذهب للرابط ادناه: https://www.coreldraw.com/en/product/corel-cad/?topNav=en#overview
- كوريل بارتكل شوب Corel ParticleShop عبارة عن برنامج اسنادي ثانوي يعمل كاضافة خارجية يتم ربطه ببرامج كوريل الطباعية كبرنامج CorelDraw و Corel DESIGNER و Corel Photo-Paint و Corel Paint Shop Pro و Corel Painter. يعتبر برنامج Corel ParticleShop تطبيق وظيفته رسم احترافي وابداعي حيث يتكون من حزمة كبيرة من الفرش المميزة والمتفوقة على برنامج ادوبي فوتوشوب

## وصلات خارجية
- الموقع الرسمي